# Oglasa cosmiodes
Oglasa cosmiodes là một loài bướm đêm trong họ Noctuidae.